# Ben Wilson (peintre)
Pour les articles homonymes, voir Ben Wilson et Wilson.
Ben Wilson, né en 1963 à Cambridge en Angleterre, est un peintre et sculpteur sur bois britannique.

## Biographie

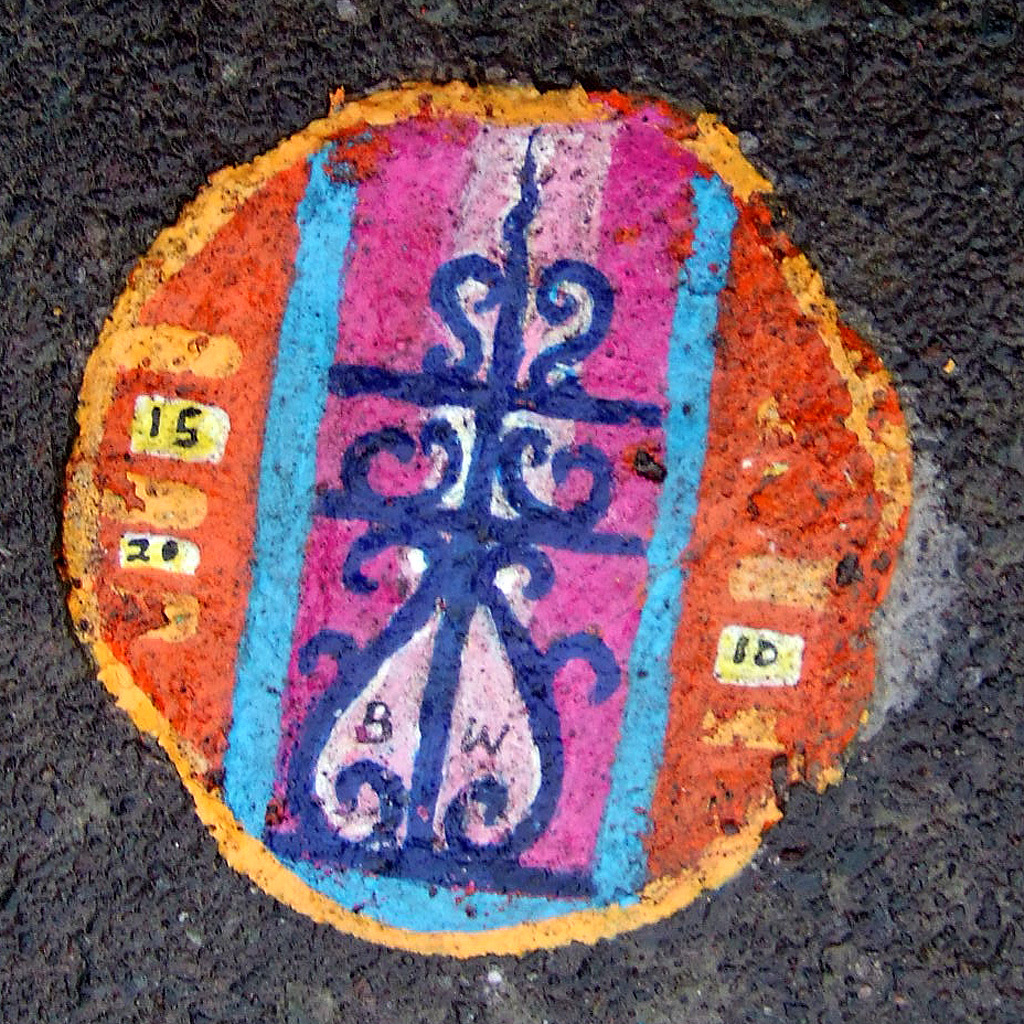
Exemple d'un chewing-gum peint.

Fils d'un peintre, Ben a grandi dans une famille d'artistes à Barnet, dans le nord de Londres en Angleterre. Ayant un dégoût pour les déchets industriels, des automobiles et des poubelles, il décide de travailler ces derniers pour leur donner une « deuxième vie » et de les transformer artistiquement. Il a commencé par des sculptures sur bois puis a créé des œuvres minuscules en peignant des chewing-gum collés sur les trottoirs. En plus de les peindre, Ben Wilson les sculpte également. Ces premières peintures de chewing-gum ont été faites sur Barnet High Street.
Wilson a commencé à peindre sur ce support en 1998. Il a créé plus de 10 000 de ces œuvres sur les trottoirs dans tout le Royaume-Uni et certaines régions d'Europe. La majorité de son travail se trouve au Muswell Hill.
Ben Wilson chauffe d'abord le chewing-gum avec un petit chalumeau, puis enduit celui-ci de trois couches d'émail acrylique. Il utilise la peinture acrylique spéciale et finit par une couche de vernis. Pour produire sur cette matière, cela peut prendre de deux heures à trois jours.
Parallèlement, il expose ses peintures au Musée d'Art Contemporain de Kaustinen, en Finlande, le Musée d'Art American Visionary à Baltimore, le Lehniner Institut für Kunst und Handwerk près de Berlin, la collection de Musgrave-Kinley Outsider Art au Musée d'art moderne irlandais à Dublin et la Halle Saint Pierre à Paris.